# Кротевич Костянтин Максимович
Архієпископ Костянтин (Кротевич Костянтин Максимович) (нар. 1872, Журавка — після 1931) — український релігійний діяч, архієпископ Вінницький УАПЦ, юрист.
Активний прибічник українізації православної церкви.

## Біографія
Народився 1872 року у родині священика в селі Журавка. Втратив батька у 12-річному віці. Мати — Єфросинія Володимирівна, опікуючись дітьми, почала займатись літературою. Друкувалась в українському журналі «Зоря».
Освіту здобув спершу в Харківській духовній семінарії, згодом, 1897 року, закінчив юридичний факультет Київського університету св. Володимира. Під час навчання працював помічником диригента студентського церковного хору.
До 1917 року працював адвокатом, згодом був прокурором Полтавського окружного суду. Був делегатом єпархіального з'їзду духовенства і мирян Полтавщини.
Одразу після революції 1917 року виступив одним із фундаторів української гімназії імені Івана Котляревського. Працював у бібліотеці при Полтавському історико-філологічному факультеті, очолював бібліотечну справу при відділенні народної освіти, керував правничим товариством у Полтаві (наслідком праці товариства було видання 1917, 1918 та 1919 року Малого правничого словника). Брав участь у роботі полтавського центрального осередку «Просвіти». Автор численних статей про перебіг церковного і державного життя України, що друкувалися у київських і полтавських часописах. У міському клубі Полтави читав лекції з українознавства та історії церкви. У 1920 році — член «Українського церковного братства на Полтавщині».
Висвятився на священика 1918 року. Служив священником у Різдва-Богородицькій церкві Полтави. На церковному соборі Київщини 22-26 травня 1921 року був обраний кандидатом у єпископи. 29 травня 1921 року підвищений до протоієрея. Делегат Всеукраїнського православного церковного Собору 1921 року. Був помічником і порадником архієпископа Полтавського Парфенія (Левицького). А після його смерті 22 березня 1922 року був висвячений на єпископа. У жовтні 1923 року тимчасово заміняв архієпископа УАПЦ Степана Орлика.
У 1924 висвячений на архієпископа Вінницького. Співпрацював із місцевим науковим товариством, публікував статті гуманістичного характеру.
За дорученням митрополита Василя (Липківського) деякий час перебував у Алмати та інших містах Середньої Азії. Там допомагав з організацією роботи в українських парафіях.
Як правник, входив до складу слідчої комісії з дослідження життя УАПЦ — її утворив єпископат церкви на вимогу органів ДПУ напередодні II Всеукраїнського Православного Церковного Собору 1927 року. Був делегатом Всеукраїнського Православного Собору 17-30 жовтня 1927 року.
Того ж року Костянтин (Кротевич) свідчив про жалюгідний стан УАПЦ в Волинсько-Житомирському окрузі — залишилося тільки 13 парафій, тому Волинська єпархія УАПЦ не може вважатися окремою церковно-адміністративною одиницею.
Під тиском радянської влади архієпископ Костянтин (Кротевич) зрікся сану.
Заарештований у місті Лубни 8 жовтня 1929 року за підозрою у контрреволюційній діяльності. Однак засуджений не був. Постановою того ж ДПУ в червні 1931 року справу припинено за браком доказів.
Згідно з одними джерелами, колишній архієпископ був засуджений до позбавлення волі і загинув у Криму 1937-го, відбуваючи покарання, за другою версією 1930 року його вислано з України — Кротевич нібито оселився на Кавказі, жив дуже бідно, ходив у підряснику і просив милостиню, третя версія свідчить про заслання в Сибір 1931 року і розстріл. Є інші, які кажуть про те, що після звільнення з-під варти і відходу від церкви працював на державній роботі.

## Родина
Був одружений із Ларисою Іванівною Кротевич, згодом — з Марією Олександрівною Щепотьєвою.
Діти — Гліб (1908 р.н.), Сергій (1905 р.н.) та Ганна (1910 р.н.).